# Associazione Calcio Renate
Maillots
Actualités
L’Associazione Calcio Renate est le club de football de Renate en Lombardie. Le club évolue en Serie C lors de la saison 2025-2026.

## Identité

### Changements de nom
- 1947-1955 : Unione Sportiva Renatese
- 1955-1961 : Unione Sportiva San Giovanni Bosco
- 1961- : Associazione Calcio Renate

### Logos

Logo jusqu'en 2021.
Logo depuis 2021.